# Galaxy H-Alpha Fabry-Perot System
El Galaxy Hα Fabry-Perot System para WHT (GHaFaS) es un instrumento astronómico instalado en el Telescopio William Herschel (WHT) de 4.2 metros en el Observatorio del Roque de los Muchachos en la isla Canaria de La Palma. Su nombre es un juego entre el acrónimo: Galaxy Hα Fabry-Perot System y la palabra en español "gafas". Produce mapas, en intensidad y velocidad, de objetos extensos en el cielo (los cuales podrían ser galaxias externas, regiones de formación de estrellas en la Galaxia, nebulosas planetarias, o remanentes de supernova, por ejemplo), los cuales radian en la H-alfa, emitida por hidrógeno ionizado en el espacio interestelar; aunque también puede utilizarse para otras líneas espectrales.
La posibilidad de detectar la línea de emisión del hidrógeno neutro interestelar en la longitud de onda de 21cm revolucionó la astronomía en la segunda mitad del siglo XX, ya que nos dio una poderosa herramienta para explorar la estructura y evolución de galaxias y la formación de estelar dentro de ellas. Una segunda revolución vino cuando, a longitudes de onda milimétricas, el hidrógeno molecular podría ser detectado y medido utilizando directamente, sobre todo, la emisión desde las líneas de la molécula de CO. Sorprendentemente la emisión desde la tercera fase de hidrógeno interestelar, la fase ionizada, la cual es en longitudes de onda ópticas, ha tenido poca atención. El objetivo principal de GHaFaS es compensar el tiempo perdido tomando campos de velocidades de Hα de galaxias en alta resolución espacial y espectral.
El rendimiento de GHaFaS es comparable al del mejor radiotelescopio productor de mapas de 21 cm de hidrógeno atómico: el VLA. Sobre un campo de 3.4 arcmin de diámetro produce un mapa de emisión de hidrógeno ionizado con una resolución de velocidad nominal de 5 km/seg y una resolución angular limitada por el "seeing" debido a la turbulencia atmosférica de menos de 1 arcseg cuando se usa en WHT. Estos valores son similares a las mejores cifras que pueden obtenerse con el VLA. Sin embargo un mapa de buena calidad puede obtenerse en la mitad de noches observando con GHaFaS, el cual es considerablemente más rápido que el del VLA. La comparación con ALMA, el mejor sistema para la observación de hidrógeno molecular, ya no es tan secilla. ALMA produce mapas a una resolución angular considerablemente mayor, pero sobre un campo mucho más pequeño. Podríamos resumir diciendo que en este momento GHaFaS es mejor y más adecuado para la observación de galaxias "locales", más allá de 100Mpc de distancia, mientras que ALMA es superior en intermedio y alto corrimiento al rojo, en términos de resolución angular y de velocidad.
GHaFaS está muy bien preparado para explorar los pequeños detalles de la cinemática interna de las galaxias, así como cualquier fenómeno relacionado con la formación de estrellas muy masivas y sus alrededores. Ha sido utilizado para realizar las mejores medidas hasta la fecha de los radios de corrotación de los sistemas de ondas de densidad relacionados con las barras de las galaxias, y para explorar las fases iniciales de las gigantes burbujas causadas por la combinación del viento estelar y supernovas de las asociaciones OB de estrellas jóvenes masivas, entre una gran variedad de logros.